# Andrew Mayne
Andrew Mayne (bürgerlich Andrew Harter; * 1973) ist ein US-amerikanischer Zauberkünstler, Illusions-Designer/Trickerfinder und Filmemacher. Mayne hat über 30 Bücher, DVDs und Manuskripte zu verschiedenen Themen der Zauberkunst verfasst und veröffentlicht.

## Der Zauberkünstler
Als Teenager begann Andrew Mayne seine professionelle Zauberkarriere beim Zirkus, wo er während des Sommers auftrat. Bereits mit 19 Jahren trat er dann regelmäßig in Ferienclubs und auf Kreuzfahrtschiffen – unter anderem auf Schiffen der Norwegian Cruise Lines, Majesty Cruise Lines und der Carnival Cruise Linesmit – mit seinen Illusionen auf. Zu dieser Zeit war er der jüngste Zauberkünstler, der international mit einer eigenen Show auftrat.

## Beratungstätigkeit
Mayne war als Berater unter anderem für das Zauberer-Duo Penn & Teller und den Aktions- und Zauberkünstler David Blaine tätig. Zu seinen bekanntesten Schöpfungen gehört eine modernisierte Fassung der „Arm durch Körper“-Illusion von Horace Goldin, die er unter dem Titel Gut Buster zusammen mit Paul Harris zuerst für David Blaine entwickelt hat. In Maynes Fassung dieser Illusion, welche fast impromptu vorführbar ist, durchdringt eine Hand den Oberkörper einer Person.

## Bücher
Maynes erste Bücher Solo-X und Illusion FX beinhalteten neue Bühnenillusionen. Solo-X beinhaltete seine Methode, um durch einen Spiegel zu gehen, die seitdem von vielen anderen Künstlern in verschiedenen Variationen adaptiert und aufgeführt wurde. In Illusion FX präsentierte Mayne seine Überarbeitung des alten „Indischer Schwertkorb“-Tricks.
Nachdem er einige Arbeiten über Großillusionen veröffentlicht hatte, widmete sich Mayne zeitweilig Zaubertricks mit Ekel- oder Schockfaktor, die er unter der Überschrift „Shock Magic“ publiziert und zu denen auch der Gut Buster gehört. Unter anderem erklärt er dort eine Impromptu-Version von „Bleistift durch Backe“ und eine Vorhersage mit einer lebenden Kakerlake.

## Weitere Arbeiten
Mayne war fünf Jahre lang als Beobachter für die James Randi Educational Foundation und deren „Eine-Million-Dollar-Herausforderung“ tätig und war zudem Dozent zum Thema Teaching Critical Thinking. Auch gab er verschiedene Lehrvideos heraus und veröffentlichte den paranormal angehauchten Zaubertrick „Ghost Vision“, bei dem ein geisterhafter Schatten auf einem Bild erscheint, welches mit der Kamera eines von einem Zuschauer ausgeliehenen Mobiltelefons fotografiert wurde.
Er ist der Betreiber von iTricks.com und Produzent des offiziellen Criss Angel Podcasts.